# アーヘン条約 (2019年)
アーヘン条約（アーヘンじょうやく、独: Aachener Vertrag, ドイツ語: Vertrag von Aachen, 仏: Traité d’Aix-la-Chapelle）は、ドイツ連邦共和国とフランス共和国との間で結ばれた二国間条約。
2019年1月22日にアーヘン市庁舎の戴冠式ホールで、ドイツ連邦首相アンゲラ・メルケルとフランス大統領エマニュエル・マクロンによって署名された。条約が署名されて1年後の2020年1月22日に発効した。
正式名称は「フランスとドイツの協力と統合に関する条約」。
（英: Treaty on Franco-German Cooperation and Integration、独: Vertrag zwischen der Bundesrepublik Deutschland und der Französischen Republik über die deutsch-französische Zusammenarbeit und Integration、仏: Traité entre la République française et la République fédérale d’Allemagne sur la coopération et l’intégration franco-allemandes）

## 歴史
仏独協力条約（エリゼ条約）の更新の提案は、2017年9月26日にソルボンヌでの演説においてエマニュエル・マクロンによって最初に行われた。エリゼ条約の55周年にあたり、マクロンとアンゲラ・メルケルは、ビジネス、社会、政治、技術における協力を深めることに賛成すると改めて表明した。
アーヘンがカール大帝の本拠地として共通の歴史を表すゆえに、エリゼ条約の56周年にあたるフランスとドイツの日（2019年1月22日）に、マクロン大統領とメルケル首相が新条約に調印する場所として、歴史的なアーヘン市庁舎の戴冠式ホールが選ばれた。
さらに、調印式典にはマクロンとメルケルに加えて、クラウス・ヨハニス（ルーマニア大統領、2019年上半期の欧州連合理事会議長）、ジャン＝クロード・ユンケル（欧州委員会委員長）、ドナルド・トゥスク（欧州理事会議長）、アルミン・ラシェット（ノルトライン＝ヴェストファーレン州首相）といった他の高位の政治家も出席した。

## 内容
アーヘン条約は全28ヶ条で構成されている。条約の主要な6つの章には以下のように名前がつけられている。
1. ヨーロッパ問題
2. 平和、安全保障、開発
3. 文化、教育、研究、移動性
4. 持続可能な開発、気候、環境、経済問題
5. 組織

項目の中でも取り分け、条約の目的は文化的多様性(§9)の強化と両国の安全保障上の利益の調整だった。アーヘン条約に基づいて、ゲーテ・インスティトゥートとアンスティチュ・フランセはアルビール、ビシュケク、リオデジャネイロ、パレルモで、共同の文化的な施設を開く計画がある。
さらに、条約には、潜在的な危機的状況における相互援助を含む、両国の防衛政策の協力を深める目的もある。
この条約は、仏独議員会議設立の一助になった。

## 批評
条約の制定以来、いくつかの批判がある。
- フランスの国民連合は、フランスがアルザスをドイツに譲り、国連安全保障理事会の座を共有するだろうと、悪意をもって述べた[9]。

## 環境
特定のEU諸国の他の多国間協力には、ベネルクス諸国（1958年）、ヴィシェグラード・グループ（1991年）、ユーロ圏（1999年）、中央ヨーロッパ防衛協力（2010年）、EUメッドグループ（2016年）が含まれる。